# Parque Calderón
Parque Calderón är en park i Ecuador.   Den ligger i kantonen Cantón Cuenca och provinsen Azuay, i den södra delen av landet, 300 km söder om huvudstaden Quito. Parque Calderón ligger 2 548 meter över havet.
Terrängen runt Parque Calderón är varierad. Runt Parque Calderón är det ganska tätbefolkat, med 248 invånare per kvadratkilometer. Närmaste större samhälle är Cuenca, 0,35 km söder om Parque Calderón. Omgivningarna runt Parque Calderón är en mosaik av jordbruksmark och naturlig växtlighet.